# ألبرت كيلوغ
ألبرت كيلوغ (1813-1887) (بالإنجليزية: Albert Kellogg)‏ هو عالم نبات أمريكي.